# Liste der kubanischen Botschafter in Antigua und Barbuda
Die Botschaft liegt an der Friar’s Hill Road nördlich von Saint John’s.

## Geschichte
Bis 5. Mai 2006 war der Botschafter in Bridgetown regelmäßig auch in Saint John’s akkreditiert.
| Ernannt / Akkreditiert | Name                         | Bemerkung                                                                             | ernannt während der Regierung von | akkreditiert während der Regierung von | Posten verlassen |
| ---------------------- | ---------------------------- | ------------------------------------------------------------------------------------- | --------------------------------- | -------------------------------------- | ---------------- |
| 6. Mai 2002            | José Joaquín Alvarez Pórtela | Resident in Bridgetown, von 14. Februar bis 24. April 2002: Botschafter in Montevideo | Fidel Castro Ruz                  | 23. Nov. 2006                          |                  |
| 5. Mai 2006            | Marcelino Fajardo Delgado    | [ 2 ]                                                                                 | Fidel Castro Ruz                  | Winston Baldwin Spencer                | 12. Mai 2008     |
| 12. Jan. 2009          | Félix Raúl Rojas Cruz        | [ 3 ]                                                                                 | Raúl Castro                       | Winston Baldwin Spencer                |                  |
| 29. Feb. 2012          | José Manuel Inclán Embade    | [ 4 ]                                                                                 | Raúl Castro                       | Winston Baldwin Spencer                | 5. Sep. 2013     |
| 2. Dez. 2013           | Gustavo Véliz Olivares       | [ 5 ]                                                                                 | Raúl Castro                       | Winston Baldwin Spencer                |                  |

Quelle